# Континентальна платформа
Континентальна платформа (рос. континентальная платформа, англ. continental platform, нім. Kraton m, Plattform f, Platte f, Tatel f, (Kontinentalplattform f)) — велика (дек. тисяч км), відносно стійка брила континентальної земної кори. 
Іноді наз. кратоном. П. мають двоярусну будову. Нижній ярус — фундамент, що складається з інтенсивно деформованих кристалічних і метаморфічних гірських порід, верхній — з горизонтально залеглих і полого деформованих осадових порід. Ділянки, де на поверхню виходять породи кристалічного фундаменту, наз. щитами, а ділянки з глибоко зануреним фундаментом — плитами. П. з докембрійським фундаментом іменуються древніми; вони складають ядра сучасних континентів (крім Азії, в складі якої відомо 4 П.). П. з більш молодим (палеозой — ранній мезозой) фундаментом відомі як молоді; вони розташовані на периферії древніх П. або заповнюють проміжки між ними. Континентальна земна кора має в межах П. потужність 30–40 км; з них до 5, рідше 10–15 км — осадовий шар. Астеносфера залягає під П. на глиб. від 100—150 до 200—250 км і відрізняється підвищеною в порівнянні з рухомими поясами в'язкістю. Осадовий чохол П. містить поклади нафти і газу, вугілля, солей, фосфоритів, залізних руд, бокситів, розсипи к.к. Фундамент включає родов. залізних і манґанових руд, алмазів, (у кімберлітових трубках), золота, нікелю і ін. Рівнинна частина України належить до Східно-Європейської платформи.

## Інтернет-ресурси
- ОДНА З НАЙДРЕВНІШИХ ДІЛЯНОК ЗЕМНОЇ КОРИ